# Ferrovia internazionale di Valença
La ferrovia internazionale di Valença (in portoghese, Ramal Internacional de Valença) denominata in Spagna Línea Guillarei-Valença do Minho è una linea ferroviaria a scartamento iberico che collega Valença, sulla ferrovia del Minho (Portogallo) con la rete ferroviaria spagnola nella stazione di Guillarey nel sud-ovest della Galizia. 

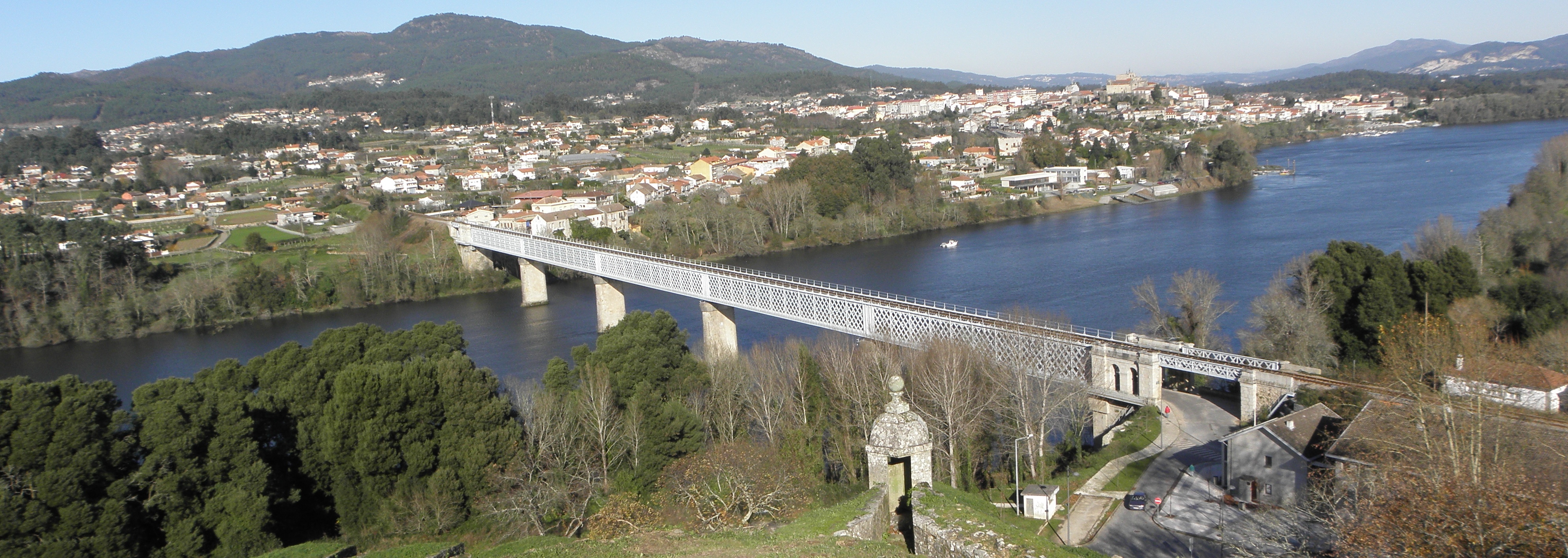
Viadotto ferroviario e stradale sul Minho

## Storia

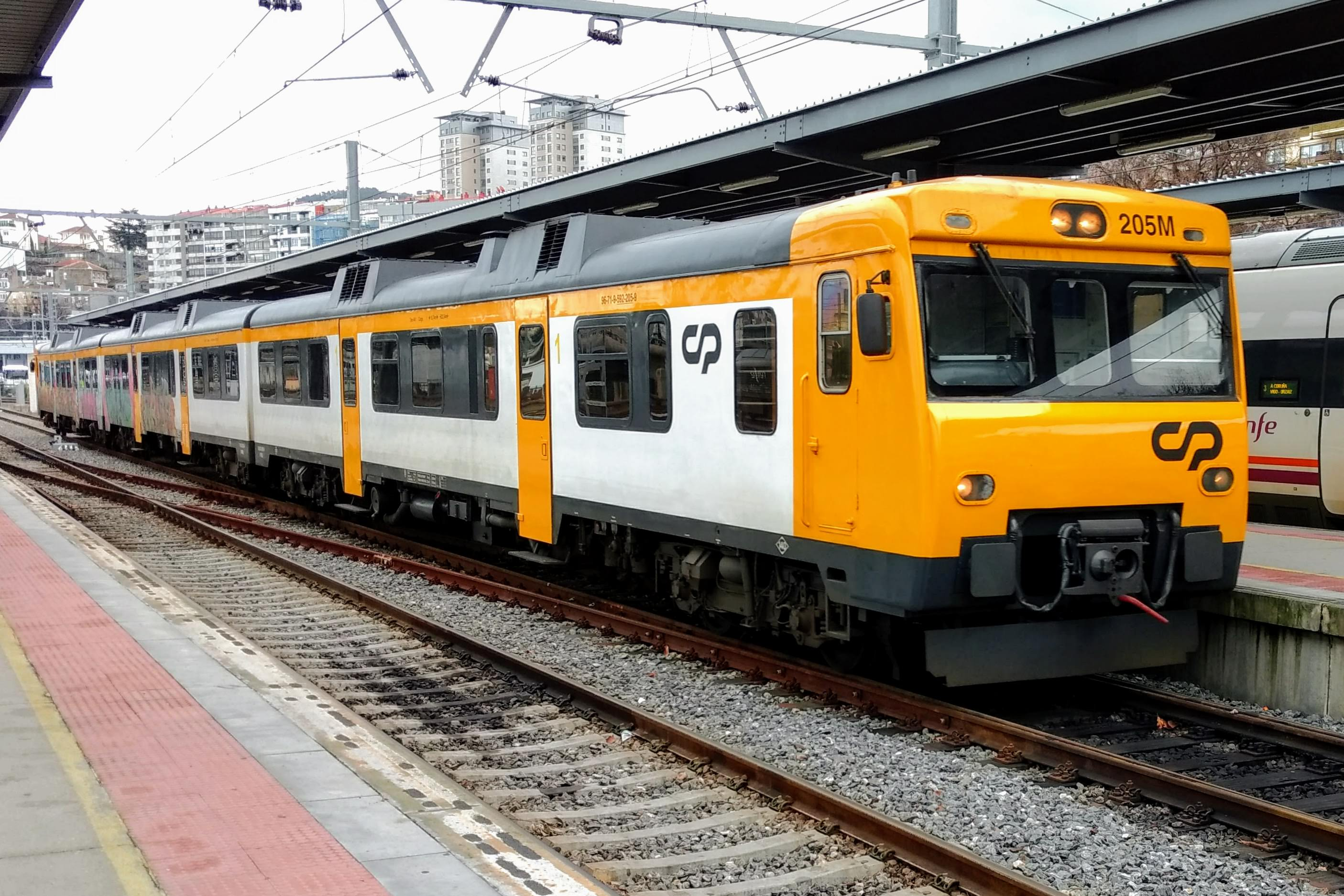
Treno Celta nella stazione di Vigo Guixar

Il 17 marzo 1878 in Spagna entrò in servizio la linea ferroviaria tra Tui e Vigo-Urzáiz costruita dalla Compañía Medina-Zamora-Orense-Vigo che, nel corso dello stesso anno inaugurò anche la relazione Tui - Caldelas.
In Portogallo la Linha do Minho, costruita dallo stato raggiunse Valença il 6 agosto 1882
La costruzione del viadotto stradale e ferroviario di Valença (Ponte Rodo-Ferroviária de Valença) che, con l'attraversamento del fiume Minho univa le due ferrovie ebbe inizio nel 1885. L'inaugurazione avvenne il 25 marzo 1886 e stabilì il collegamento tra la Linha do Minho, sul versante portoghese e la ferrovia Monforte de Lemos-Redondela sul versante galiziano.
Il servizio di trasporto merci sulla breve tratta internazionale è affidato alla RENFE.
I servizi passeggeri sono svolti in base alle rispettive categorie: 
- Servizio ferroviario Celta: treno rapido internazionale effettuato con automotrici delle CP (generalmente serie 592 o 592.2) tra le stazioni di Porto-Campanhã e Vigo-Guixar.
- Regional Internacional: effettuato da automotrici RENFE (generalmente serie 596), che svolgono servizio tra le stazioni di Valença e Vigo-Guixar, con fermate a Tui, Guilharei, Porrinho e Redondela.

|  | Unknown route-map component "STR+l" | Unknown route-map component "CONTfq" |

| Scenic interest | Station on track |  |

| Unknown route-map component "exCONTgq" | Unknown route-map component "eABZgr" |  |

| Transverse water | Unknown route-map component "RP2" + Unknown route-map component "hKRZW+GRZq" | Transverse water |

|  | Small arched bridge |

|  | Station on track |

|  | Straight track |

| Unknown route-map component "STRc2" | Unknown route-map component "WYE23" | Unknown route-map component "STRc3" |

| Unknown route-map component "STR+1" | Unknown route-map component "STRc14" | Unknown route-map component "CONT4" |

| Station on track |

| Continuation forward |